# Jack Marin
John Warren Marin, detto Jack (Sharon, 12 ottobre 1944), è un ex cestista statunitense, professionista nella NBA.

## Carriera
Venne selezionato dai Baltimore Bullets al primo giro del Draft NBA 1966 (5ª scelta assoluta).

## Statistiche
| * | Primo nella lega |

### NBA

#### Regular Season
| Anno      | Squadra           | PG  | PT | MP   | TC%  | 3P% | TL%   | RP  | AP  | PRP | SP  | PP   |
| --------- | ----------------- | --- | -- | ---- | ---- | --- | ----- | --- | --- | --- | --- | ---- |
| 1966-1967 | Baltimore Bullets | 74  | -  | 17,9 | 44,8 | -   | 77,5  | 4,2 | 1,0 | -   | -   | 9,6  |
| 1967-1968 | Baltimore Bullets | 82  | -  | 24,8 | 46,0 | -   | 79,6  | 5,8 | 1,3 | -   | -   | 13,5 |
| 1968-1969 | Baltimore Bullets | 82  | -  | 33,0 | 45,5 | -   | 83,0  | 7,4 | 2,8 | -   | -   | 15,9 |
| 1969-1970 | Baltimore Bullets | 82* | -  | 35,9 | 48,9 | -   | 84,4  | 6,5 | 2,6 | -   | -   | 19,7 |
| 1970-1971 | Baltimore Bullets | 82  | -  | 35,6 | 46,0 | -   | 84,8  | 6,3 | 2,6 | -   | -   | 18,8 |
| 1971-1972 | Baltimore Bullets | 78  | -  | 37,5 | 47,8 | -   | 89,4* | 6,8 | 2,2 | -   | -   | 22,3 |
| 1972-1973 | Houston Rockets   | 81  | -  | 37,3 | 46,8 | -   | 84,9  | 6,2 | 3,6 | -   | -   | 18,5 |
| 1973-1974 | Houston Rockets   | 47  | -  | 23,4 | 47,4 | -   | 83,7  | 2,3 | 2,6 | 0,5 | 0,2 | 10,7 |
| 1973-1974 | Buffalo Braves    | 27  | -  | 25,2 | 54,5 | -   | 87,7  | 4,5 | 1,7 | 0,9 | 0,7 | 13,4 |
| 1974-1975 | Buffalo Braves    | 81  | -  | 26,5 | 45,5 | -   | 86,9  | 4,5 | 1,6 | 0,6 | 0,2 | 11,8 |
| 1975-1976 | Buffalo Braves    | 12  | -  | 23,2 | 43,6 | -   | 81,8  | 3,3 | 1,9 | 0,6 | 0,5 | 9,1  |
| 1975-1976 | Chicago Bulls     | 67  | -  | 24,3 | 42,1 | -   | 86,5  | 3,2 | 1,8 | 0,6 | 0,1 | 11,0 |
| 1976-1977 | Chicago Bulls     | 54  | -  | 16,1 | 46,5 | -   | 79,5  | 1,7 | 1,1 | 0,2 | 0,1 | 6,8  |
| Carriera  | Carriera          | 849 | -  | 29,0 | 46,5 | -   | 84,3  | 5,2 | 2,1 | 0,5 | 0,2 | 14,8 |

#### Playoffs
| Anno     | Squadra           | PG  | PT | MP   | TC%  | 3P% | TL%  | RP  | AP  | PRP | SP  | PP   |
| -------- | ----------------- | --- | -- | ---- | ---- | --- | ---- | --- | --- | --- | --- | ---- |
| 1969     | Baltimore Bullets | 4   | -  | 38,3 | 47,1 | -   | 63,6 | 4,5 | 3,0 | -   | -   | 13,8 |
| 1970     | Baltimore Bullets | 7   | -  | 37,9 | 42,1 | -   | 85,3 | 6,7 | 3,1 | -   | -   | 17,9 |
| 1971     | Baltimore Bullets | 18* | -  | 41,7 | 46,1 | -   | 81,7 | 8,1 | 3,1 | -   | -   | 20,6 |
| 1972     | Baltimore Bullets | 6   | -  | 38,2 | 39,7 | -   | 87,2 | 6,0 | 2,0 | -   | -   | 17,2 |
| 1974     | Buffalo Braves    | 6   | -  | 20,2 | 46,8 | -   | 77,8 | 3,2 | 1,3 | 0,3 | 0,0 | 8,5  |
| 1975     | Buffalo Braves    | 7   | -  | 15,4 | 44,4 | -   | 86,7 | 2,4 | 1,1 | 1,0 | 0,1 | 5,3  |
| 1977     | Chicago Bulls     | 3   | -  | 17,7 | 61,5 | -   | 0,0  | 0,3 | 0,7 | 0,0 | 0,0 | 5,3  |
| Carriera | Carriera          | 51  | -  | 32,9 | 45,0 | -   | 82,4 | 5,5 | 2,4 | 0,6 | 0,1 | 14,8 |

## Palmarès
- NCAA AP All-America Second Team (1966)
- NBA All-Rookie First Team (1967)
- NBA All-Star Game: 2

1972, 1973
- Miglior tiratore di liberi NBA (1972)